# Проволочное электронно-лучевое аддитивное производство
Проволочное электронно-лучевое аддитивное производство (ЭЛАП, от англ. Wire-feed electron-beam additive manufacturing, EBAM) — это метод аддитивного производства, который используется для изготовления крупногабаритных металлических деталей сложной формы. Процесс ЭЛАП основан на применении сфокусированного электронного пучка в условиях вакуума и металлического филамента (проволоки или прутка) в качестве сырьевого материала. Является аналогом метода электронно-лучевого производства изделий произвольной формы (от англ. Electron-beam freeform fabrication, EBF3), разработанного NASA.

## Процесс формирования изделия методом проволочного электронно-лучевого аддитивного производства

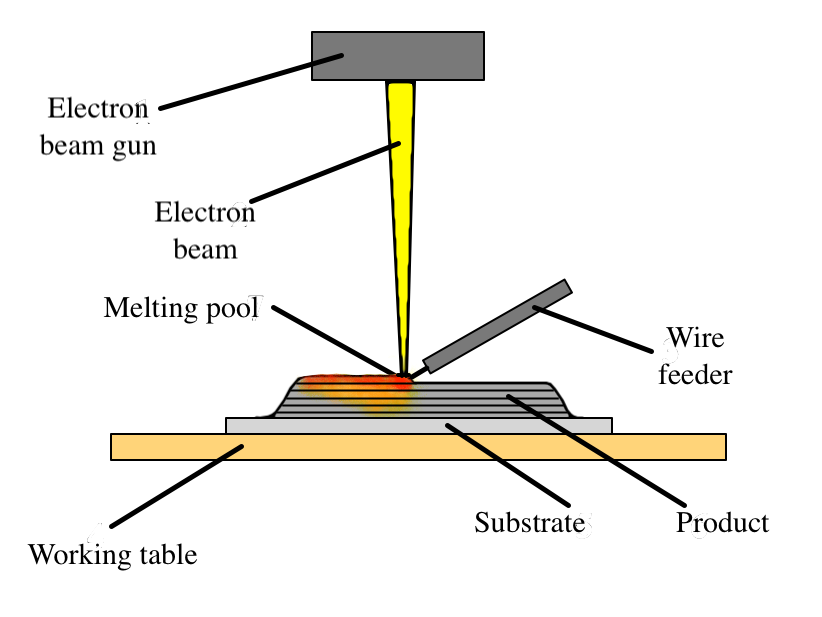
Схема ЭЛАП

Процесс 3D-печати металлических изделий методом ЭЛАП происходит в соответствии со схемой. Электронный луч создает на металлической подложке ванну расплава, в которую подается металлический филамент. В процессе перемещения рабочего стола и/или электронно-лучевой пушки с закрепленным на ней устройством подачи проволоки по заданной траектории, расплавленный материал филамента формирует слой аддитивного изделия. В итоге материал филамента, нанесенный слой за слоем, формирует деталь заданной формы . Траектория 3D-печати высчитывается программным обеспечением ЭЛАП-оборудования на основе разработанной CAD-модели. Сформированное изделие электронно-лучевого аддитивного производства имеет форму, максимально приближенную к конечной форме детали, которая впоследствии достигается за счет механической обработки.

## Преимущества технологии
Основными преимуществами ЭЛАП являются :
- Значительно сниженные затраты на материалы (и минимальное количество отходов) по сравнению с традиционными и аддитивными порошковыми методами производства;
- Значительно более короткие сроки изготовления прототипов, деталей и пост-продажных процедур (например, ремонт или повторное изготовление поврежденных или устаревших деталей);
- Сокращение времени обработки до 80%;
- Использование двух и более устройств подачи проволоки позволяет подавать сразу несколько различных металлических сплавов в одну ванну расплава для создания полиметаллических деталей.

## Оборудование для проволочного ЭЛАП
Оборудование для ЭЛАП обладает следующими конструктивными элементами. Рабочая камера и вакуумная система, которая обеспечивает остаточное давление в вакуумной камере не выше 1х10-4 мм рт. ст. Благодаря высокому вакууму, 3D-печать изделий осуществляется в незагрязненной среде, в связи с чем в процессе электронно-лучевого аддитивного производства нет необходимости в использовании защитной атмосферы инертных газов. В рабочей камере располагаются рабочий стол, который в большинстве случаев может позиционироваться по 5 осям: помимо осей X, Y и Z используются наклонная и поворотная оси. На рабочем столе устанавливается металлическая подложка, на которой осуществляется печать. Также в вакуумной камере устанавливаются электронно-лучевая пушка и одно или несколько устройств подачи проволоки. Также существует конфигурация, когда стол имеет только наклонную и поворотную оси, а электронно-лучевая пушка с устройством подачи проволоки позиционируются по трем координатам. Управление электронно-лучевой печатью в основном осуществляется с помощью ЧПУ. С его помощью численное разделение CAD-модели на слои, преобразует ее в G-код, определяющий траекторию нанесения слоев и технологические параметры ЭЛАП-оборудования.
Основным производителем ЭЛАП-оборудования в странах Северной Америки и Европы является компания Sciaky , которая поставляет свои установки таким корпорациям, как Boeing, Lockhead Martin и другие. На территории Российской Федерации разработки в области технологии ЭЛАП проводятся в Московском энергетическом институте , в Пермском национальном политехническом университете , а также в Институте Физики Прочности и Материаловедения СО РАН. В работах ученых Московского энергетического института была показана необходимость введения систем с обратной связью для стабилизации температуры формируемого слоя , а также перспектива применения пространственных разверток пучка для управления переносом металла с целью формирования слоев с заданным отношением высоты к ширине . В Институте Физики Прочности и Материаловедения СО РАН была разработана технология мультипучкового ЭЛАП (МЭЛАП), а также разработано специализированное ЭЛАП-оборудование, которое в настоящий момент используется на Чебоксарском предприятии «Сеспель» , видеопрезентацию которого можно увидеть на YouTube.

## Научные исследования
В основном научные исследования, посвященные технологии EBAM, направлены на изучение процессов кристаллизации материала в процессе локальной нестационарной металлургии, изучению физико-механических свойств аддитивно-полученных материалов, а также исследованиям процессов формирования полиметаллических материалов. Далее перечислены некоторые из важных тем исследований, имеющих как фундаментальное, так и прикладное значение:
- Использование ЭЛАП для восстановления изделий из титановых сплавов и других материалов [11];
- Исследование влияния технологических параметров процесса ЭЛАП, таких как тепловложение, теплоотвод и скорость кристаллизации, а также траектория печати и геометрия подачи проволоки [12], [13];
- Формирование полиметаллических материалов, в том числе функционально-градиентных [14];
- Влияние пост-обработки на структуру и свойства аддитивно-изготовленных изделий из различных материалов, таких как стали, титановые сплавы, алюминиевые сплавы, никелевые сплавы и другие [15], [16].